# Kenneth Gregg
Kenneth Gregg (officiellt Grägg) är en finlandssvensk som blivit känd för att delta i försvaret av Kiev i Ukraina under Rysslands invasion av Ukraina 2022. Gregg har också utbildat rekryter i den ukrainska armén. Han är också känd för sina omfattande och regelbundna rapporter från kriget via sitt Facebook-konto och har intervjuats av svensk och finsk media. Kenneth Gregg har dömts för ett antal bedrägerier under flera årtionden och han har uppgett felaktig militär rang i finländska medier, han är också enligt officiella register i Finland föremål för utmätning av 1,7 miljoner euro. Kenneth Gregg har också år 2001 dömts för smuggling av narkotika i Svea hovrätt till 8 års fängelse.
Kenneth Gregg är författare till boken Uppdateringar från Ukraina som gavs ut av Non Grata Förlag i december 2023.